# Nadine Jansen
Nadine Jansen, född 3 december 1980 i Leipzig, Tyskland, tysk erotisk fotomodell.
Jansen är en fotomodell som är mest känd för sina stora naturliga bröst. När hon startade sin modellkarriär hade hon ett bystmått på 105 cm och behå-storlek 80FF. 2003 hade hennes byst ökat till 120 cm vilket senare visades vara 166 cm. Hennes BH-storlek hade även ökat till 85H.
I augusti 2000 debuterade Jansen som modell, vilket gjordes på modellen Bettie Ballhaus webbplats. Jansen blev snabbt känd inom den storbystade modellindustrin och figurerade på Danni Ashes och Score Magazines webbplatser inom 14 månader efter sin debut. I december 2001 lanserade hon sin egen webbplats.
Jansen har specialiserat sig på nakenmodellering och har klarlagt att hon inte har någon tanke på att vara med i hårdpornografi. Däremot spelar hon ofta in lesbiska scener med mjukpornografi.